# NGC 5397
NGC 5397 је елиптична галаксија у сазвежђу Кентаур која се налази на NGC листи објеката дубоког неба.
Деклинација објекта је - 33° 56' 44" а ректасцензија 14h 1m 10,5s. Привидна величина (магнитуда) објекта NGC 5397 износи 12,9 а фотографска магнитуда 13,9. Налази се на удаљености од 46,809 милиона парсека од Сунца. NGC 5397 је још познат и под ознакама ESO 384-31, MCG -6-31-13, IRAS 13582-3342, PGC 49908.